# Middelaldercentret
Il Middelaldercentret ("Centro Medievale") di Nykøbing Falster è un museo all'aperto di archeologia sperimentale e storia vivente in Danimarca, che raffigura il Medioevo danese tra la fine del XIV e l'inizio del XV secolo. Si trova a Sundby, nel Lolland, circa 4 km a nord-ovest dal centro di Nykøbing Falster, sullo stretto del Guldborgsund.
Il Centro Medievale è costituito da due aree principali:
1. Sundkøbing, una città costruita come parte di una tipica città mercato danese, con artigiani, un porto con navi e barche e una piazza del mercato. I dipendenti sono vestiti con costumi d'epoca e vivono e lavorano nelle case e svolgono attività quotidiane come artigianato (lavorazione di metallo, stagno, legno, lana, tinture per tessuti, sartoria, manoscritti e pittura), cucina e addestramento alle armi. Inoltre, il museo ha una varietà di armi d'assedio del periodo, come trabucchi, balista e cannoni e armi più piccole come pistole, archi lunghi e balestre. Tutti gli articoli sono costruiti in loco utilizzando strumenti d'epoca. Le attività includono il tiro quotidiano delle armi dal vivo, il tiro con l'arco, il torneo tra cavalieri e le dimostrazioni di artigianato e attività della fine del XIV secolo e dell'inizio del XV secolo.
2. La foresta incantata, dove è installato un percorso che porta alla scoperta delle creature folkloristiche della Scandinavia medievale. La foresta ospita anche il Parco Tecnologico Medievale, dove sono esposte repliche di macchinari e armi rinascimentali di Leonardo Da Vinci e altri, e Griffenholm, il parco a tema steampunk vittoriano con 5 edifici in stile fine XIX-inizio XX secolo dove si svolgono escape room ed eventi educativi per scuole e enti privati.

Oltre alle normali attività museali, il Centro Medievale svolge ricerche approfondite sul Medioevo e sulle tecnologie medievali, lavoro che ha portato alla ricostruzione di armi, navi, abbigliamento e attrezzatura subacquea, tra gli altri. Il museo ha la reputazione di essere il luogo più autentico d'Europa nel periodo medievale. Per la sua autenticità la città medievale è stata utilizzata come ambientazione per molti film, documentari e serie TV.

## Storia

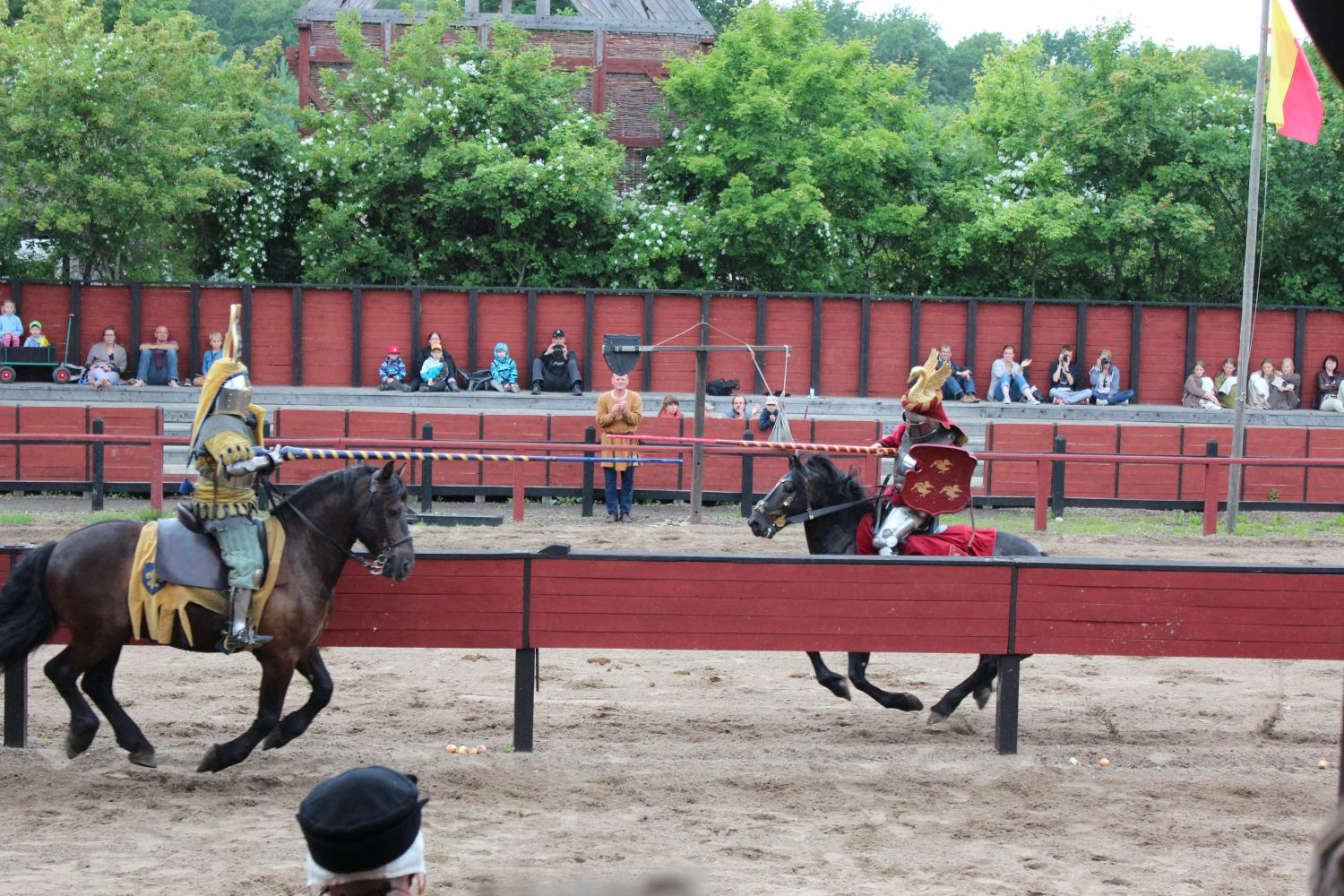
Il momento della Giostra durante il torneo tra cavalieri, al Centro Medievale

Il Centro Medievale iniziò con la ricostruzione di un'arma d'assedio medievale, chiamata trabucco, costruita per celebrare il 700º anniversario della fondazione della città di Nykøbing Falster nel 1989. Il museo locale ha ricostruito il trabucco e l'esperimento è durato tre settimane in cui 15000-30000 persone hanno visitato il sito. Dato il notevole interesse per il trabucco, il "Medieval Technology Center" è stato condotto per due mesi nell'estate del 1991. Il progetto consisteva in una serie di laboratori e una tenda da cucina allestita attorno al trabucco. Come istituzione privata, il Centro Medievale è stato fondato nel 1992. Due anni dopo, nel 1994, una donazione di Arbejdsmarkedets Feriefond (una fondazione senza scopo di lucro) ha permesso di costruire un intero insediamento con case, liste di tornei, un porto e un nuovo edificio d'ingresso. Da allora, sono state costruite più case e ogni anno viene realizzato un nuovo grande progetto.
Nel 2013 il museo ha aperto un parco tecnologico dove le invenzioni e le tecnologie del periodo medievale sono state costruite a grandezza naturale per farvi interagire i visitatori. Molti di questi macchinari non furono mai costruiti nel Medioevo, rimanendo solo un'idea su un foglio, mentre alcuni non avrebbero mai funzionato, come la una macchina a moto perpetuo e la prima automobile al mondo costruita su un disegno dell'ingegnere italiano Giovanni Fontana. Nel 2014 è stato introdotto un nuovo carro da guerra che è stato aggiunto all'esposizione quotidiana delle macchine d'assedio. È composto da una rappresentazione del manoscritto del Libro di casa di Wolfegg e si dice che sia il primo carro armato della storia.
Nel 2020 il museo ha aperto una nuova attrazione chiamata Griffenholm, un'area con case sugli alberi con interni in stile steampunk vittoriano ed elementi di Jules Verne e Harry Potter, dove un professore immaginario investiga sulle creature leggendarie del Medioevo scandinàvo. L'area è principalmente destinata alle scuole, ma è utilizzata anche per le escape room.
I dipendenti sono sia dipendenti a tempo indeterminato che disoccupati inviati dal comune in formazione al lavoro. Inoltre esiste sia un'associazione di sostegno, la Gilda del Gulborgsund, sia un folto gruppo di volontari provenienti da tutta Europa che partecipa al lavoro quotidiano. Tutte le persone coinvolte "vivono nel medioevo", il che significa che non conoscono cose moderne come televisione, cellulari e così via.
L'ex curatore del Centro Medievale era lo storico e scrittore Kåre Johannessen. Dal 2016 il curatore è Thit Birk Petersen. Nel 2021 Roeland Paardekooper ha assunto la direzione.

## Ricerca e repliche

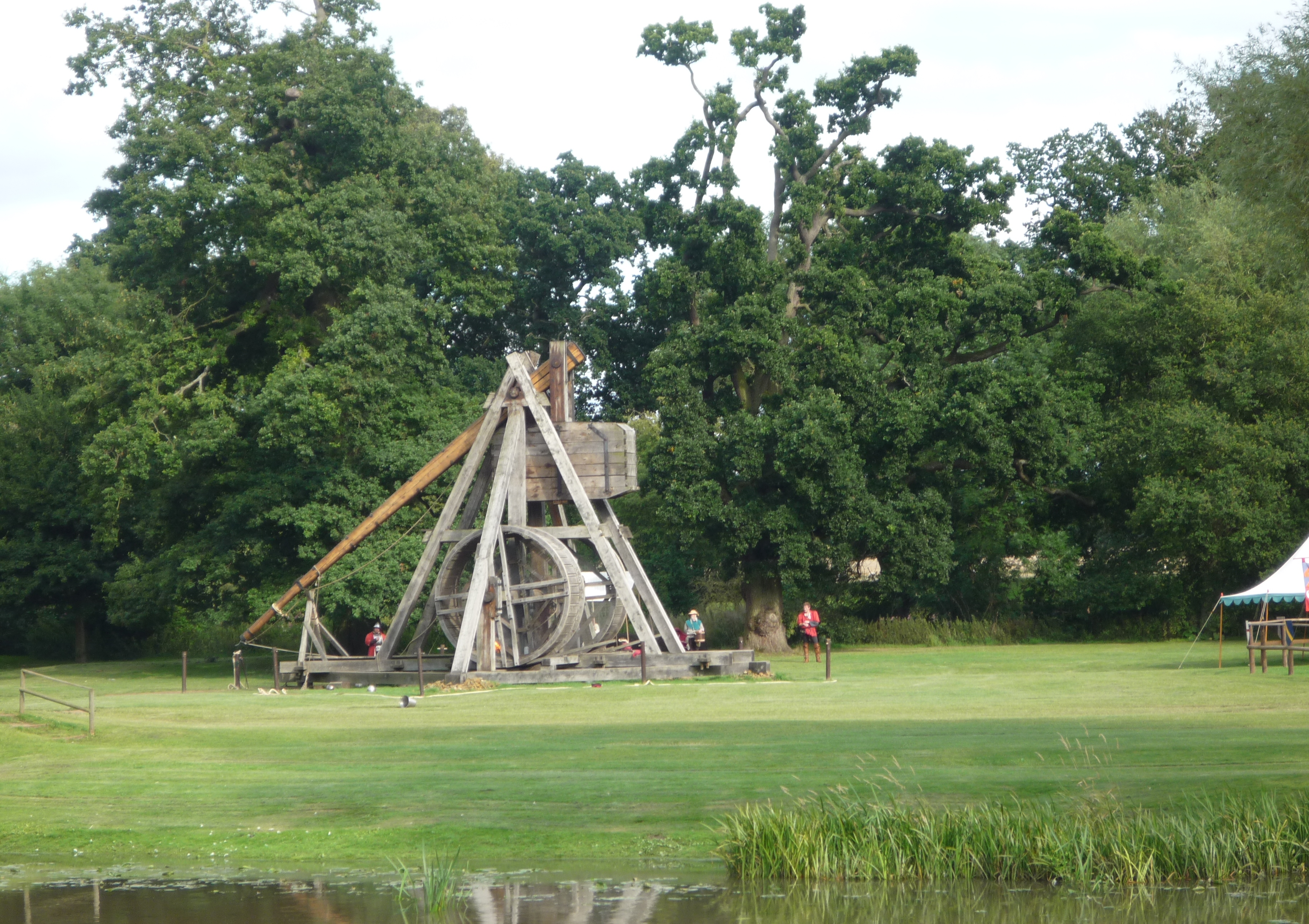
Il trabucco del castello di Warwick costruito dal Centro Medievale

Il Centro Medievale è stato il primo al mondo a ricostruire un vero e proprio trabucco funzionante nel 1989 e da allora è stato assunto per aiutare a costruire il trabucco al castello di Warwick, nel Warwickshire, in Inghilterra, che è stato il più grande trabucco funzionante al mondo per 6 anni. Nel 2011 il Centro Medievale ha riconquistato il record, sostituendo il vecchio braccio di lancio del macchinario con uno più lungo. Il nuovo braccio di lancio è solo 5 centimetri più lungo di quello del trabucco al castello di Warwick.
Il Centro Medievale, insieme al Moesgård Museum, ha ricostruito il più antico cannone fuso in bronzo del mondo.
Il Centro Medievale ha partecipato alla terza spedizione di Galathea (2006-2007) e ha svolto ricerche sia sullo zolfo che sul salnitro nella produzione di polvere nera a Puducherry, in India, e sul suo trasporto in Europa che hanno portato a una conferenza sul tema nel 2010. Inoltre, sono state condotte ricerche su tessuti, abitazioni invernali e produzione di macchine da guerra medievali.
Nel 2010 è iniziata la costruzione di una chiesa medievale, replica della chiesa di Kippinge nel nord-ovest del Falster, in Danimarca.

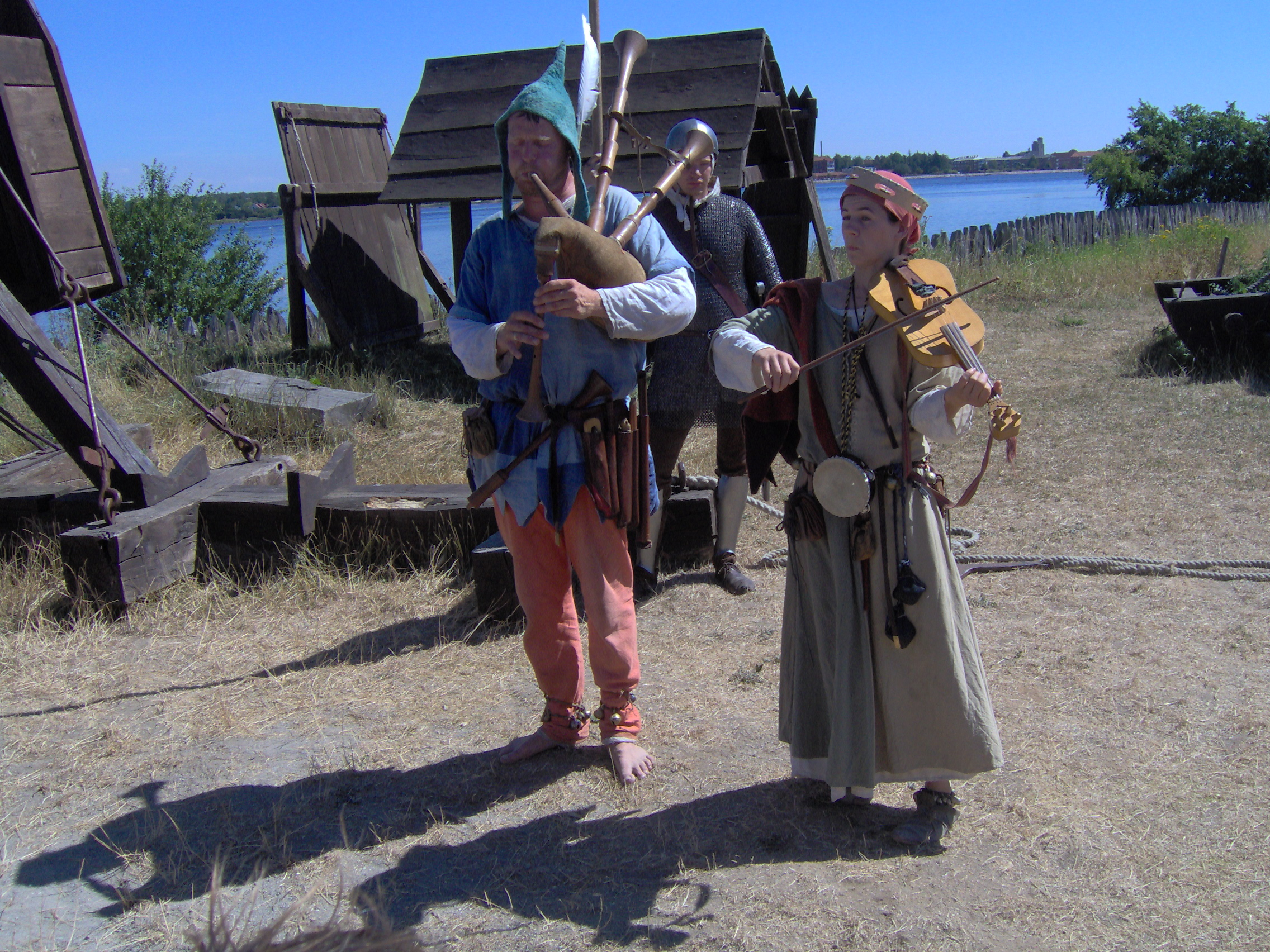
Musicisti al Centro Medioevale

Gruppi di rievocazione medievale provenienti da tutto il mondo visitano il centro durante la stagione. Dal 2010 si tiene un festival di una settimana durante le vacanze estive, a cui sono stati invitati gruppi internazionali di rievocazione storica. Durante questi festival, i riferimenti cronologici e topici sono stati estesi per abbracciare una rievocazione di vita medievale più ampia rispetto a quelle mostrate solitamente nel Centro Medievale. Il gruppo internazionale Company of Saynt George, che si occupa degli anni 1460-1490, è stato più volte ospite di questi eventi. Il Centro Medievale organizza anche corsi sull'uso storico delle armi medievali, a cui spesso partecipano membri di gruppi storici di arti marziali europee, come la Gilda Laurentius.
Una società di rievocazione storica della King Edward's School, Birmingham, ha visitato più volte il museo come parte della loro formazione educativa.
Set cinematografico
Date le sue peculiari caratteristiche medievali, la città di Sunkøbing è stata utilizzata come set per produzioni cinematografiche sia nazionali che internazionali.
- il National Geographic Channel ha registrato un documentario sulle invenzioni medievali come l'attrezzatura subacquea e le macchine da lancio.[27]
- il film danese Vølvens Forbandelse (Timetrip - Avventura nell'era vichinga) ha scene girate al Centro Medievale.[28]
- il film tedesco Zwölf Meter ohne Kopf (12 Paces Without a Head) ha scene girate al Centro Medievale.[28]
- nel 2006 il programma di documentari sulla storia degli esplosivi Mark Williams' Big Bangs, con Mark Williams, ha utilizzato il Centro Medievale per far saltare in aria una barca per la serie.
- Le armi del Centro Medievale sono state utilizzate anche nella serie Ancient Discoveries di History Channel.

## Galleria d'immagini

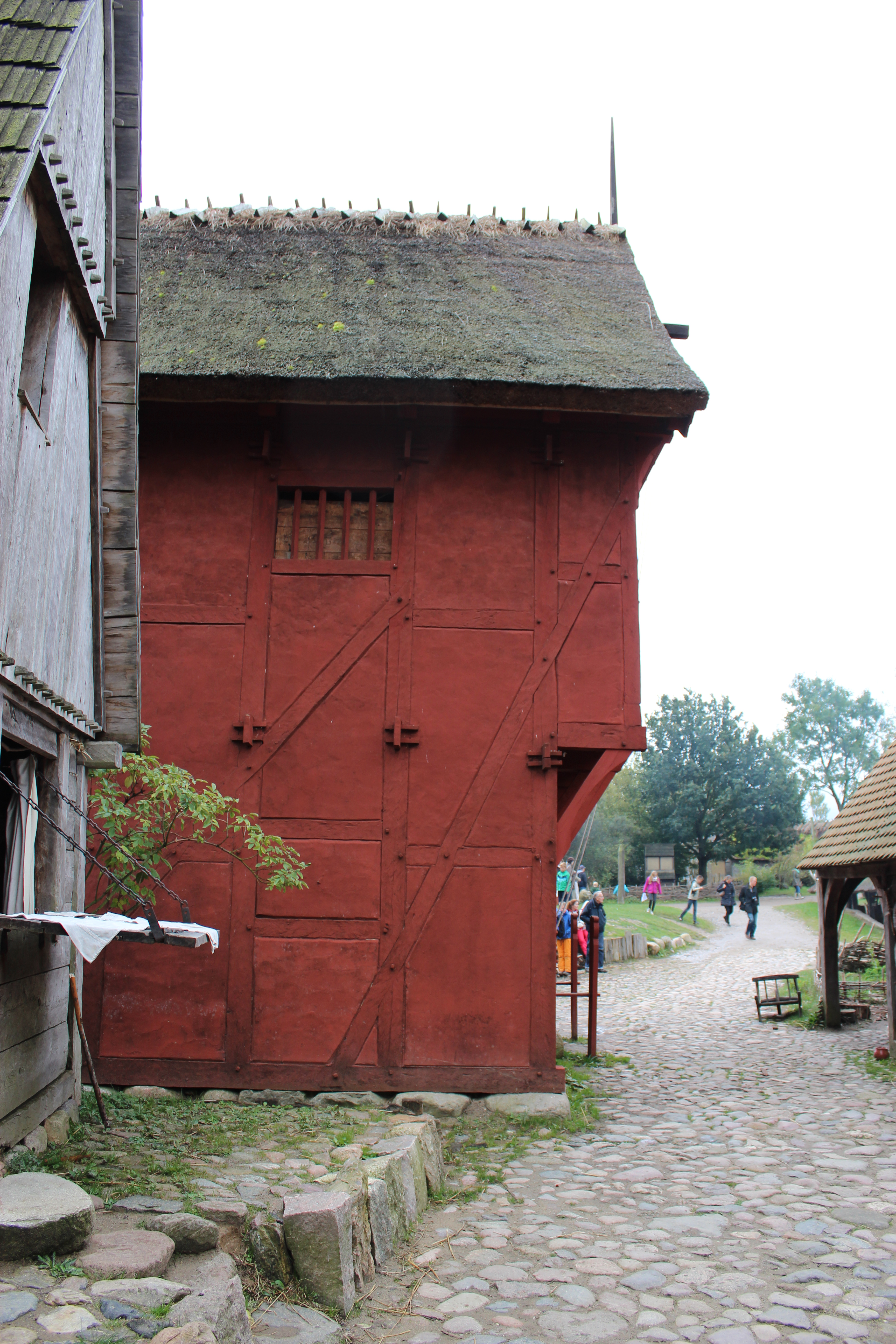
Casa e bottega del mercante
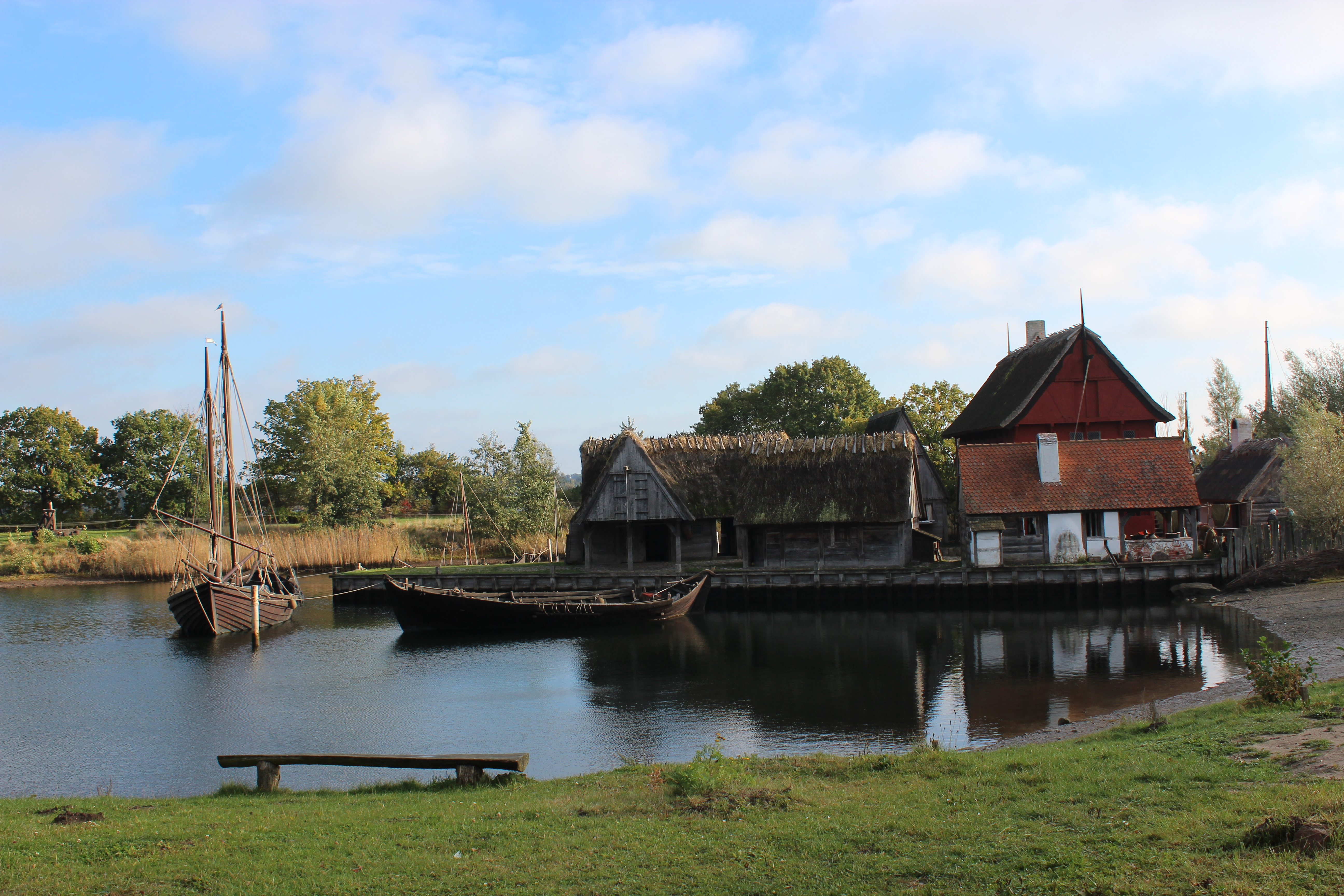
Vista del porto di Sunkøbing
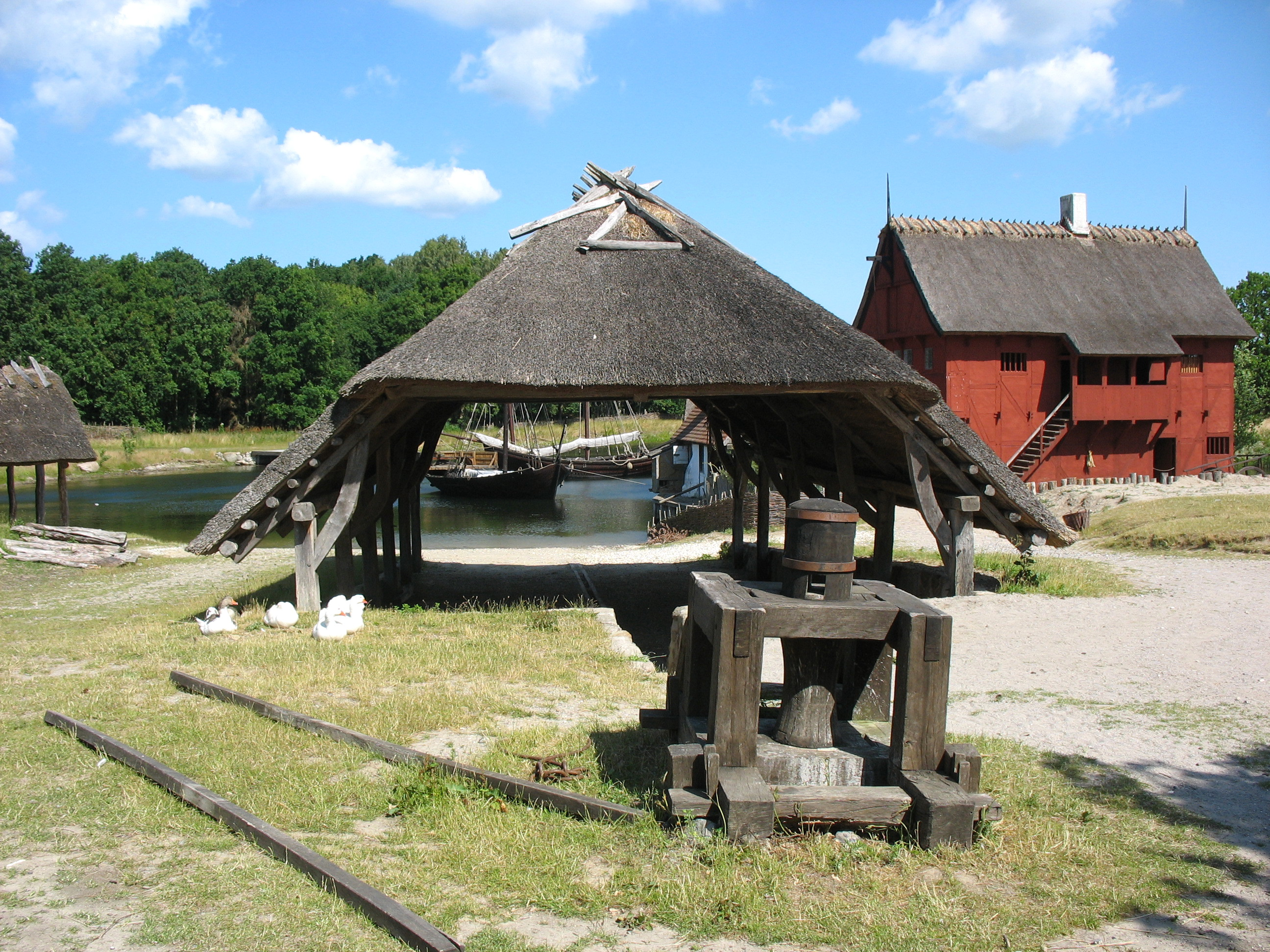
Rimessa delle navi